# سماوي معتدل
السماوي المعتدل أو سماوي كرايولا (بالإنجليزية: Medium sky blue أو Sky Blue (Crayola))‏ هو أحد تدرجات اللون الأزرق السماوي.